# Marigné-Laillé
Marigné-Laillé è un comune francese di 1 603 abitanti situato nel dipartimento della Sarthe nella regione dei Paesi della Loira.

## Società

### Evoluzione demografica
Abitanti censiti